# Bernisse
Bernisse – dawna gmina w prowincji Holandia Południowa w Holandii. W skład gminy wchodziły miejscowości Abbenbroek (siedziba gminy), Biert, Geervliet, Heenvliet, Oudenhoorn, Simonshaven i Zuidland.